# Federico Basavilbaso
Federico Basavilbaso (Buenos Aires, Argentina, 24 de marzo de 1974) es un exfutbolista argentino que jugaba de centrocampista - carrilero de ida y vuelta por sector izquierdo. Su primer club fue Deportivo Español 1993-1996 (mejor campaña año 1995, 4.° puesto). En agosto de 1996 fue adquirido por el Club San Lorenzo de Almagro 1996-1999 (mejor campaña semifinales Copa Mercosur 1998). Finalmente, fue transferido al Club Deportivo Tenerife 1999-2004.

## Trayectoria
Comenzó su carrera como jugador, en la primera división del fútbol argentino, debutando en 1993, jugando para el Deportivo Español. Jugó para el club hasta agosto de 1996, año en el que fue transferido al San Lorenzo, en donde jugó hasta enero del año 1999.
En enero de 1999 fue transferido a España para jugar en el  CD Tenerife. Su retiro del fútbol se confirmó a finales del año 2004, a pesar de haber tenido diversas propuestas de continuidad, tanto de Argentina como del exterior. Regreso a la Argentina ese mismo año, recibiéndose de abogado en el año 2009. Actualmente, es funcionario del Poder Judicial de la provincia de Buenos Aires.

## Clubes
| Club              | País      | Año       |
| ----------------- | --------- | --------- |
| Deportivo Español | Argentina | 1993-1996 |
| San Lorenzo       | Argentina | 1996-1999 |
| C. D. Tenerife    | España    | 1999-2004 |